# Carpathian Couriers Race
De Carpathian Couriers Race, voorheen Carpathia Couriers Path, is een meerdaagse wielerwedstrijd. De koers is geregistreerd in Polen, maar wordt deels verreden in Slowakije en Tsjechië. De wedstrijd werd in 2010 opgericht en maakt deel uit van de UCI Europe Tour, in de categorie 2.2U. Derhalve is de wedstrijd voorbehouden aan niet-profs jonger dan 23 jaar. In 2020 werd de koers als eendaagse wedstrijd gereden.

## Lijst van winnaars

### Overwinningen per land
| Overwinningen | Land                                       |
| ------------- | ------------------------------------------ |
| 5             | Nederland, Polen                           |
| 1             | Italië, Nieuw-Zeeland, Oostenrijk, Kroatië |

2005 · 
2006 · 
2007 · 
2008 · 
2009 · 
2010 · 
2011 · 
2012 · 
2013 · 
2014 · 
2015 · 
2016 · 
2017 ·
2018 ·
2019 ·
2020 ·
2021 ·
2022 ·
2023 ·
2024 ·
2025
Belangrijkste etappewedstrijden

Internationaal Wegcriterium · Driedaagse Brugge-De Panne · Ronde van de Alpen · Vierdaagse van Duinkerke · Ronde van Beieren · Ronde van Noorwegen · Ronde van België · Ronde van Luxemburg · Ronde van Oostenrijk · Ronde van Wallonië · Ronde van Burgos · Ronde van Denemarken · Arctic Race of Norway · Ronde van Groot-Brittannië
Belangrijkste eendaagse wedstrijden

Trofeo Laigueglia · GP Lugano · GP Nobili Rubinetterie · Dwars door Vlaanderen · Scheldeprijs · Brabantse Pijl · GP Kanton Aargau · Brussels Cycling Classic · GP Fourmies · Primus Classic Impanis-Van Petegem · Ronde van de Drie Valleien · Milaan-Turijn · Ronde van Piemonte · Ronde van het Münsterland · Ronde van Emilia · Parijs-Tours · GP Bruno Beghelli